# Западный шалашник
Западный шалашник (лат. Chlamydera guttata) — вид птиц из рода беседковых птиц, обитающих в центральной и западной Австралии.

## Описание
Размер тела — 28 см, вес — 122-148 г. Это среднего размера птица с округлой головой и довольно длинной шеей. Взрослые в основном темные на голове, шее и верхней части тела, с сильными пятнами от желтовато-коричневых до рыжих. Желтоватый низ тела имеет красноватый пояс. У самцов затылочный гребень розовый, у самок затылочный гребень же меньше. Клюв слегка загнут вниз, на конце крючковатый. Длинные ноги сверху украшены перьями, похожими на теплые штаны. Издаёт пение, шипение и скрежет, с имитацией криков птиц и других звуков. Питается фруктами, особенно Ficus platypoda, а также насекомыми. Самки в одиночку строят гнездо, насиживают и ухаживают за детенышами. Гнездо (которое не является беседкой) строится на кусте или дереве и представляет собой неглубокую чашу из веток, палочек и сухих усиков лианы, выстланную более тонкими материалами. Мало что известно об их цикле размножения. Самцы неразборчивы в связях, пытаясь привлечь много самок своими беседками, которые представляют собой довольно большие аллеи из палочек и стеблей травы. Украшения в основном белые и зеленые, а самцы проводят много времени, собирая и раскладывая свои находки: кости, раковины, семенные коробочки, мелкие камни и вещи, найденные в саду. Самец демонстрирует в своих беседках удивительное исполнение журчащих звуков и мимики, взмахивая крыльями и демонстрируя свой ярко-розовый затылочный гребень. Откладывает два яйца.

## Биология
Западный шалашник обитает в ущельях и скалистых холмах. Данный вид адаптирован к сухим лесам с кустарниками. Данный вид найден в пустынном регионе центра Австралии, часто встречается у водоёмов.

## Подвиды
Выделяют два подвида:
- Chlamydera guttata guttata (запад и центр Австралии)
- Chlamydera guttata carteri (запад Австралии)